# CASA C-295 Persuader
El CASA C-295 Persuader es un avión de patrulla marítima propulsado por dos turbohélices, desarrollado por EADS CASA basándose en el avión de transporte táctico CASA C-295, que a su vez es un desarrollo del CASA CN-235, del que también existe una versión denominada Persuader para patrulla marítima. Ha sido adquirido por la Fuerza Aérea Portuguesa (5 unidades), la Armada de Chile (3) y la Real Fuerza Aérea de Omán (4).

## Diseño y desarrollo
Es un avión de transporte táctico de peso medio con las funciones adicionales de patrulla marítima, radar, AWACS, alerta temprana y control aerotransportado, tiene dos motores turbohélice y rotores de 6 palas de posición variable, para obtener más potencia, velocidad y ahorro de combustible, cambia la posición de las palas a diferentes altitudes de vuelo y condiciones del clima, en el momento del despegue y aterrizaje en pistas cortas.
Los motores giran a menos revoluciones y consumen menos combustible, se reduce su costo operativo por hora y costos de mantenimiento, lo que le permite aumentar su alcance, rango operativo y tiempo de patrulla en lugares remotos, sobre el mar y las zonas de frontera, para la lucha contra el tráfico de drogas, piratería marítima, contrabando, terrorismo, mantener la vigilancia marítima, control de pesca ilegal de barcos pesqueros de otros países que ingresan al mar territorial, escolta de barcos mercantes y plataformas petroleras. 
Está equipado con un sistema de vigilancia y cámaras de video de enfoque automático, pueden rastrear el objetivo enemigo en forma permanente y sin la asistencia del piloto, el operador de sistemas de vigilancia, sentado detrás de la cabina de mando junto a otros operadores de las consolas integradas de los sistemas de vigilancia y múltiples computadoras con pantallas planas de control, equipado con cámaras de visión nocturna, detector de calor, puede tomar fotos y videos de los barcos de pesca ilegal detectados operando dentro del mar territorial, para obtener pruebas que permitan su captura y confiscación definitiva en tribunales internacionales.
También se puede equipar con un sistema de radares planos AESA, radar activo de barrido electrónico bajo el fuselaje central y una antena de radar ratodomo dorsal, radar de impulsos doppler de frecuencia ultraalta de tipo giratorio sobre el fuselaje, para detectar a múltiples objetivos enemigos al mismo tiempo, navegando en el mar y volando en el territorio nacional, lanchas rápidas y barcos de pesca, avionetas transportando contrabando de drogas y se pueden montar Pods de carga de armas a los costados del fuselaje central, uno a cada lado sobre el tren de aterrizaje principal, para transportar armas ligeras, cañones automáticos de múltiples rondas de disparos, tubos lanzadores de cohetes y misiles.

## Sistema FITS
El CASA C-295 Persuader cuenta con el sistema táctico aerotransportado CASA FITS (siglas en inglés de Fully Integrated Tactical System) desarrollado por EADS CASA, que le permite desarrollar múltiples misiones:
| Civiles                                                                                         | Militares                                                                                      |
| ----------------------------------------------------------------------------------------------- | ---------------------------------------------------------------------------------------------- |
| - Control de la zona económica exclusiva (EEZ) - Búsqueda y rescate (SAR) - Vigilancia marítima | - Guerra antisubmarina (ASW) - Guerra antisuperficie (ASuW) - Inteligencia de señales (SIGINT) |

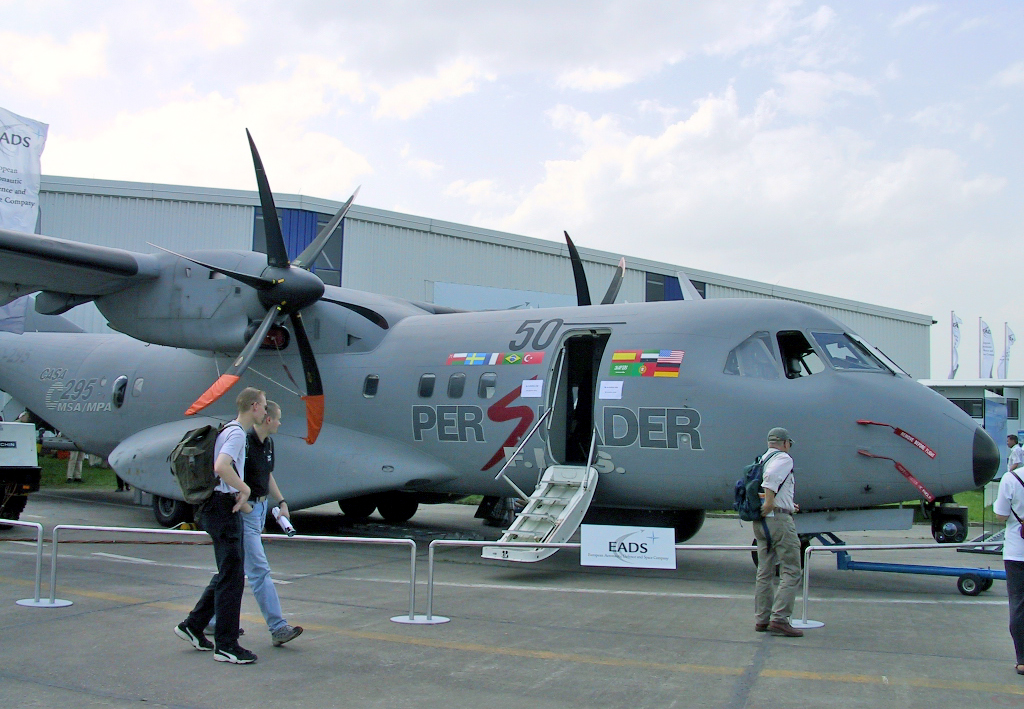
El prototipo del CASA C-295 Persuader en la Exhibición Aeroespacial Internacional (ILA) de 2002.

El sistema FITS se compone de una serie de consolas operador universales y reconfigurables, conectadas a dos procesadores tácticos redundantes, mediante una LAN que une las consolas con los sensores adaptados a la misión de patrulla marítima a realizar. Este Sistema de Misión proporciona una gran reducción de la carga de trabajo de los operadores, ya que de manera simultánea se controla y se explota la información proveniente de los sensores tácticos y de navegación, los equipos de registro de datos y las comunicaciones tácticas con los Centros de Mando y Control (C3) y unidades cooperativas por medio de enlaces de datos tipo Link-11 o Link-16. Las consolas son intercambiables y reconfigurables, lo que le otorga una gran flexibilidad. Si por ejemplo una consola sufre un daño, otra puede asumir su papel, o si una tiene exceso de carga de trabajo se le puede asignar a otra consola menos ocupada parte de ese trabajo. 
El hardware del sistema FITS es comercial, con presentadores tácticos, trackballs, teclados, pantallas LCD, etc. Se ha usado un esquema de arquitectura abierta lo que permite el uso de paquetes de software comerciales de uso industrial. El uso de hardware y software comercial permite fáciles y sobre todo poco costosas modernizaciones. 
El Sistema de Misión FITS puede ser instalado en un amplio abanico de plataformas, tales como el C-212, el CN-235, el propio C-295, helicópteros o aviones como el P-3 Orion (Brasil espera modernizar sus Orion con el sistema FITS, al igual que el Ejército del Aire Español).
El sistema FITS permite el uso de sensores específicos dependiendo de la misión a usar. Una configuración del FITS típica tendría un radar de búsqueda ISAR/SAR, un interrogador IFF, un ESM/ELINT, una cámara de TV con visor FLIR, subsistema acústico, sistema de datos Link-11, cuatro consolas de operador para TACCO, sensores acústicos, Nav/Com y sensores no acústicos, etc.

## Variantes
El C-295 Persuader recibe distintas designaciones dependiendo de que el tipo de misiones que desempeñe, sean civiles o militares:
C-295 MSA/MPA
(Maritime Surveillance Aircraft / Maritime Patrol Aircraft, en español: Avión de vigilancia marítima / Avión de patrulla marítima) C-295 equipado con el Sistema FITS para patrulla marítima.
C-295 ASW/ASuW
(Anti-Submarine Warfare / Anti-Surface Warfare, en español: Guerra antisubmarina / Guerra antisuperficie) C-295 equipado con el Sistema FITS, sistema de armamento en seis estaciones subalares y equipo de autoprotección que había sido seleccionado por la Marina de los Emiratos Árabes Unidos como avión de guerra antisubmarina para su programa Shaheen I, pero que finalmente no fue adquirido. Sí lo compró en cambio la Armada de Chile, dos unidades que van equipadas con un detector de anomalías magnéticas.

### Competidores
Los principales competidores de esta versión son las variantes de patrulla marítima del DHC-8, que por ejemplo ha conseguido un pedido de 2 ejemplares para la Armada de Emiratos Árabes Unidos, concurso que había sido inicialmente adjudicado precisamente al Persuader (ver sección ventas frustradas), además de contratos con las Guardias Costeras de Canadá, Islandia, Japón y Suecia y las Aduanas de Australia; y el ATR 72, que ha logrado ventas en Italia y Turquía.

## Operadores

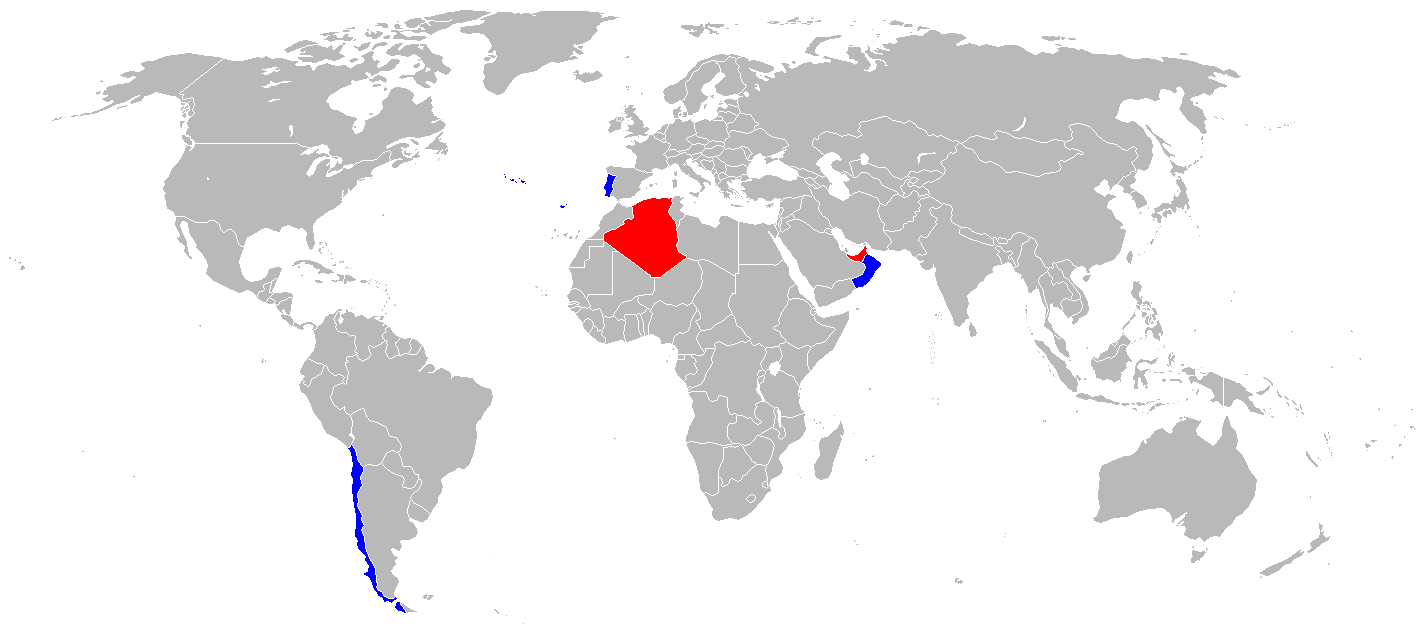
Países que han adquirido el C-295 Persuader.

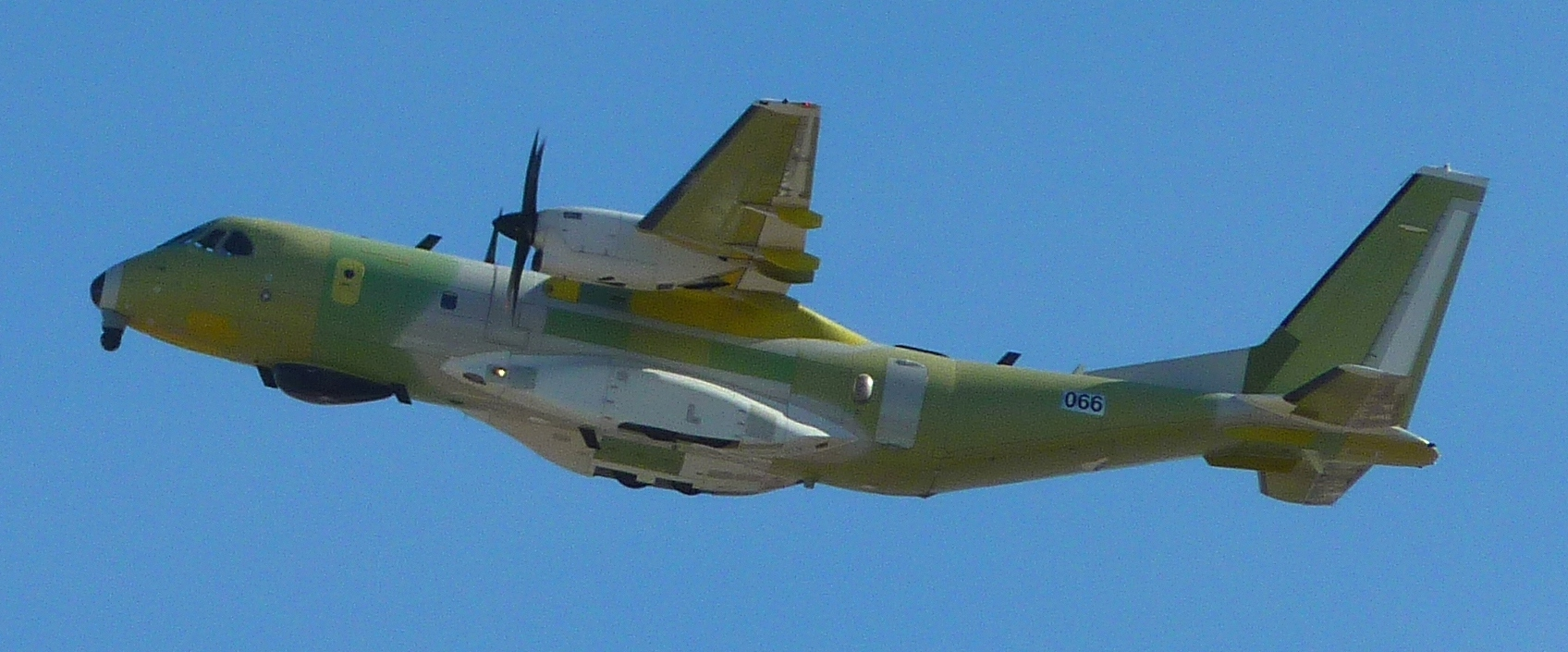
C-295MPA Persuader de la Armada de Chile durante un vuelo de prueba previo a su entrega.

La versión de patrulla marítima del C-295 ha sido adquirida hasta ahora por cuatro clientes, con un total de 14 aviones.
 Brasil
- La Fuerza Aérea Brasileña (FAB) ha ido adquiriendo un total de 3 C-295 Persuader para búsqueda y rescate (SAR) en distintos pedidos, el primero de ellos en 2014.[8]

 Chile
- La Armada de Chile adquirió 3 aviones C-295 Persuader de patrulla marítima, dos de ellos con capacidad antisubmarina (MPA/ASW), en noviembre de 2007, para reemplazar a sus antiguos P-3ACH Orion por 105 millones de US$. Los nuevos aviones serían recibidos en la primera mitad de 2010. Esta adquisición de Chile forma parte del proyecto «Alcatraz», y también comprende una opción de compra de 5 aviones C-295 más para reemplazar sus Embraer EMB-110 Bandeirante, Embraer EMB-111 Bandeirulha y Lockheed P-3ACH Orion, con la idea inicial de llegar a contar con una flota de cuatro C-295 antisubmarinos, tres de patrulla y uno de carga.[9][10][11][12] Sin embargo, aunque incluso en mayo de 2009 se anunció que el Gobierno Chileno estaba a punto de firmar un pedido ejecutando tres de esas opciones por 95 millones de US$,[13] una revisión de planes realizada a mediados de ese mismo año llevó a no ejecutar tales opciones y en su lugar proceder a actualizar los P-3, modernización que puede incluir la instalación del sistema FITS con el que van dotados los propios C-295.[14] No obstante, los problemas surgidos en esta modernización podrían hacer retomar finalmente los planes iniciales.[15] La primera aeronave arribó a Chile el 24 de abril de 2010,[16] a la Base Aeronaval de Viña del Mar, mientras que su presentación oficial tuvo lugar el 30 del mismo mes en esa misma base.[17]

 Irlanda
- Cuerpo Aéreo Irlandés (1)[18]

 Omán
- La Real Fuerza Aérea de Omán ha firmado un pedido de 3 aviones C-295 de patrulla marítima el 19 de mayo de 2012.[19]

 Portugal

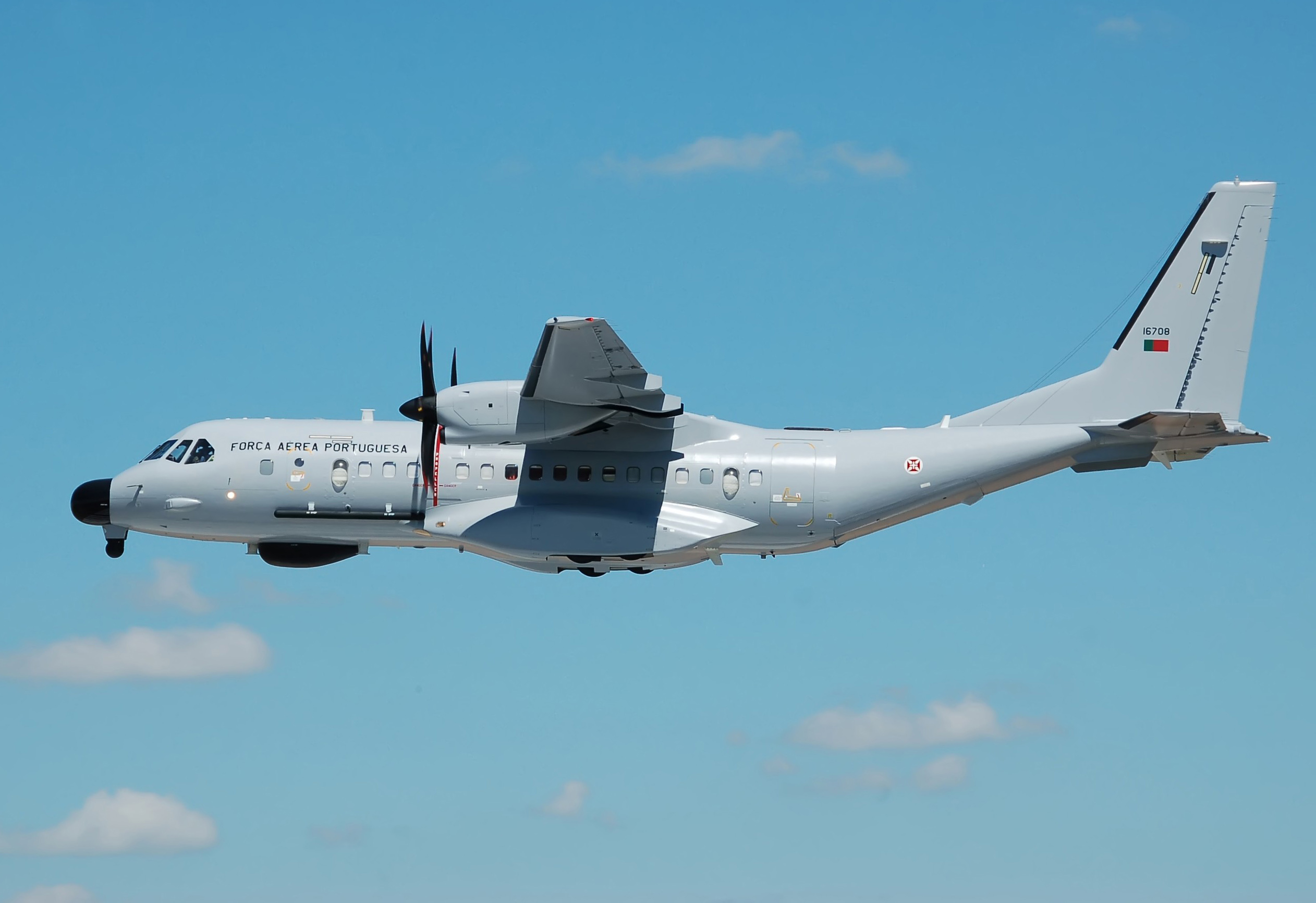
C-295MPA Persuader portugués.

- La Fuerza Aérea Portuguesa ha adquirido 5 C-295MPA Persuader, que reemplazarán a los antiguos CASA C-212 Aviocar. Junto a estos, compró también 7 C-295 de transporte militar. EADS CASA entregó el primero de los aviones C-295 a las autoridades portuguesas en noviembre de 2008. Los restantes C-295 contratados se entregan uno cada mes y medio aproximadamente, hasta completar el total de 12 unidades. En principio, se suministrarán los aviones de transporte y a continuación los C-295 Persuader de vigilancia marítima.[20] El precio de esta adquisición se estima que ronda los 350 millones de euros.[1] Aparte del equipamiento estándar de los Persuader, llevan instalado un potente faro móvil en un pod bajo el ala izquierda.[21]

### Negociaciones
A finales de 2008, la Armada Griega anunció que tiene previsto adquirir 5 aviones para sustituir a sus Lockheed P-3B Orion, y el Persuader era una de las opciones.

### Ventas frustradas
La Fuerza Aérea Argelina firmó un contrato por 4 C-295 Persuader, junto con 6 aviones de transporte C-295M (2 en versión VIP) por unos 150 millones de euros en el año 2004. Sin embargo, la adquisición de los Persuader no llegó a materializarse.
Los Emiratos Árabes Unidos, por su parte, lo seleccionaron y tenían previsto adquirir 4 ejemplares por 156,2 millones de euros en el año 2001. No obstante, no han confirmado el pedido y en su lugar han adquirido, en febrero de 2009, 2 aviones Dash-8 Q300MP.

## Especificaciones
Referencia datos: página web de EADS - Airbus Military.

### Características generales
- Longitud: 24,45 m
- Envergadura: 25,81 m
- Altura: 8,66 m
- Superficie alar: 59 m²
- Peso cargado: 20 700 kg
- Peso máximo al despegue: 23 200 kg
- Planta motriz: 2× turbohélices Pratt & Whitney Canada PW127G.
  - Potencia: 2645 CV cada uno.
- Hélices: 1× Hamilton Standard 568F-5 de 6 palas por motor.

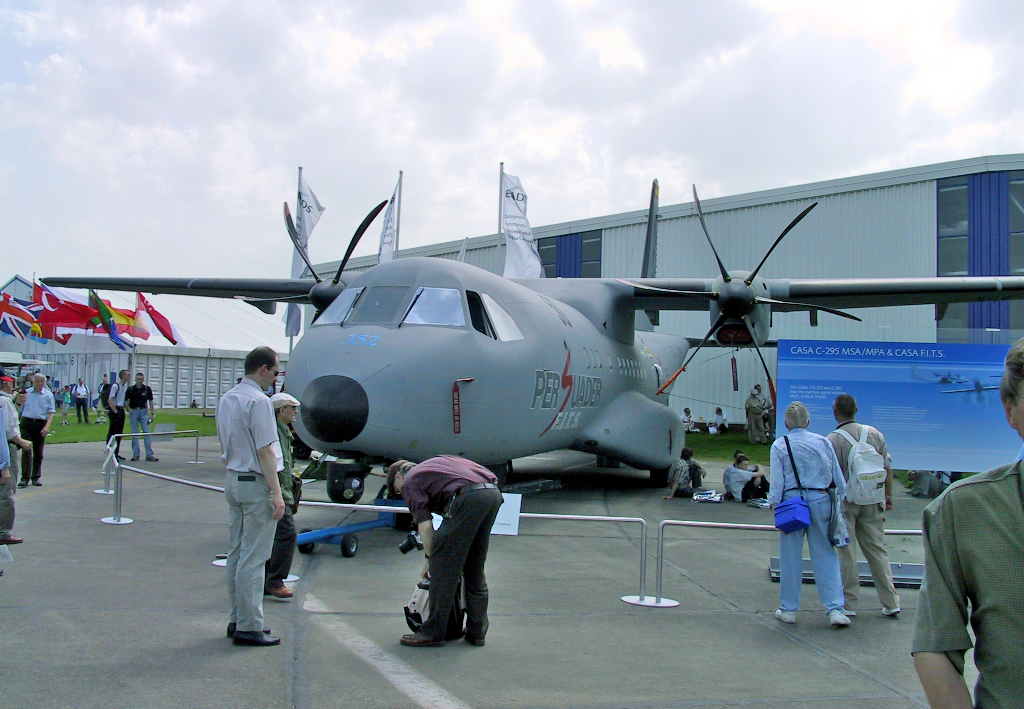
El prototipo del CASA C-295 Persuader en la Exhibición Aeroespacial Internacional (ILA) de 2002.

- Capacidad de combustible: 7650 litros.

### Rendimiento
- Velocidad nunca excedida (Vne): 576 km/h
- Velocidad crucero (Vc): 480 km/h
- Alcance: 2150 km
- Alcance en ferry: 5220 km
- Techo de vuelo: 7620 m (25 000 pies)

## Aeronaves relacionadas

### Desarrollos relacionados
- CASA CN-235
- CASA HC-144 Ocean Sentry
- CASA C-295

### Aeronaves similares
- Embraer P-99
- de Havilland Canada Dash 8
- Lockheed P-3 Orion
- Hawker Siddeley Nimrod
- ATR 72
- Ilyushin Il-38

### Secuencias de designación
- Aviones militares de CASA: ← C-101 - C-102 - CN-235 - C-295 - C-401